# Randy Foye
Randy Foye (Newark, Nueva Jersey, 24 de septiembre de 1983) es un exjugador de baloncesto estadounidense que disputó 11 temporadas en la NBA. Con 1,93 metros de altura, jugaba en la posición de base.

## Carrera

### Inicios
Foye estudió en la East Side High School de Newark (Nueva Jersey), donde ganó el premio de "New Jersey Player Of The Year".

### Universidad
Foye jugó cuatro temporadas para los Villanova Wildcats de la Universidad de Villanova.

### Profesional
Fue seleccionado séptimo en el Draft de 2006 por los Boston Celtics, pero fue traspasado de inmediato a los Portland Trail Blazers, quienes lo intercambiaron por Brandon Roy a los Minnesota Timberwolves. 
Foye jugó todos los 82 partidos (12 de inicio) de su año como novato, promediando, en 22.9 minutos, 10.1 puntos, 2.7 rebotes, 2.8 asistencias, 0.65 robos, y 0.3 tapones por partido.
El 23 de diciembre de 2008, Foye capturó 16 rebotes, para establecer su career high y romper el récord de la franquicia de Minnesota, en posesión de Isaiah Rider desde 1996 (15 rebotes).
El 23 de junio de 2009, Foye fue traspasado a Washington Wizards junto con Mike Miller a cambio de Oleksiy Pecherov, Etan Thomas, Darius Songaila y una primera ronda de draft.
El 8 de julio de 2010, Foye firmó por Los Angeles Clippers. Tras dos años en Los Ángeles, incluyendo su primera presencia en PlayOffs, el 25 de julio de 2012 fichó por Utah Jazz.
En julio de 2013, es traspasdo a Denver Nuggets en un intercambio a tres bandas junto con Golden State Warriors.
El 30 de enero de 2014, frente a Toronto Raptors, consiguió su career high de asistencias con 16.
Tras tres temporadas en Denver, el 18 de febrero de 2016 fue traspasado a Oklahoma City Thunder, en un intercambio junto a D.J. Augustin y Steve Novak.
El 15 de julio de 2016 firmó contrato con los Brooklyn Nets.

## Estadísticas de su carrera en la NBA

### Temporada regular
| Año     | Equipo        | PJ  | PT  | MPP  | %TC  | %3P  | %TL  | RPP | APP | ROB | TPP | PPP  |
| ------- | ------------- | --- | --- | ---- | ---- | ---- | ---- | --- | --- | --- | --- | ---- |
| 2006-07 | Minnesota     | 82  | 12  | 22.9 | .434 | .368 | .854 | 2.7 | 2.8 | .6  | .3  | 10.1 |
| 2007-08 | Minnesota     | 39  | 31  | 32.3 | .429 | .412 | .815 | 3.3 | 4.2 | .9  | .1  | 13.1 |
| 2008-09 | Minnesota     | 70  | 61  | 35.6 | .407 | .360 | .846 | 3.1 | 4.3 | 1.0 | .4  | 16.3 |
| 2009-10 | Washington    | 70  | 38  | 23.8 | .414 | .346 | .890 | 1.9 | 3.3 | .5  | .1  | 10.1 |
| 2010-11 | L.A. Clippers | 63  | 24  | 24.6 | .388 | .327 | .893 | 1.6 | 2.7 | .8  | .3  | 9.8  |
| 2011-12 | L.A. Clippers | 65  | 48  | 25.9 | .398 | .386 | .859 | 2.1 | 2.2 | .7  | .4  | 11.0 |
| 2012-13 | Utah          | 82  | 72  | 27.4 | .397 | .410 | .819 | 1.5 | 2.0 | .8  | .3  | 10.8 |
| 2013-14 | Denver        | 81  | 78  | 30.7 | .413 | .380 | .849 | 2.9 | 3.5 | .8  | .5  | 13.2 |
| 2014-15 | Denver        | 50  | 21  | 21.7 | .368 | .357 | .818 | 1.7 | 2.4 | .7  | .2  | 8.7  |
| 2015-16 | Denver        | 54  | 7   | 19.8 | .351 | .296 | .830 | 1.9 | 2.1 | .5  | .3  | 6.0  |
| 2015-16 | Oklahoma      | 27  | 1   | 21.2 | .349 | .309 | .815 | 1.9 | 1.8 | .5  | .5  | 9.6  |
| 2016-17 | Brooklyn      | 69  | 40  | 18.6 | .363 | .330 | .857 | 2.2 | 2.0 | .5  | .1  | 5.2  |
| Total   | Total         | 752 | 433 | 25.6 | .401 | .366 | .852 | 2.2 | 2.8 | .7  | .3  | 10.3 |

### Playoffs
| Año   | Equipo        | PJ | PT | MPP  | %TC  | %3P  | %TL   | RPP | APP | ROB | TPP | PPP |
| ----- | ------------- | -- | -- | ---- | ---- | ---- | ----- | --- | --- | --- | --- | --- |
| 2012  | L.A. Clippers | 11 | 11 | 26.5 | .392 | .438 | .846  | 2.0 | 1.5 | .5  | .3  | 7.5 |
| 2016  | Oklahoma      | 16 | 0  | 11.9 | .341 | .308 | .1000 | 1.3 | 0.8 | .1  | .2  | 2.5 |
| Total | Total         | 27 | 11 | 17.8 | .374 | .379 | .882  | 1.6 | 1.1 | .3  | .2  | 4.6 |

## Vida personal
Randy nació con una malformación genética conocida como situs inversus, lo que hace que alguno de sus órganos estén colocados en el lado contrario del cuerpo, de forma invertida, teniendo, por ejemplo en su caso, el corazón en el lado derecho y el hígado en el izquierdo. Por este motivo, Foye apareció en una serie de la BBC llamada Countdown to Life (2015) en la que se explicaba la causa de su enfermedad. El programa afirmaba que Foye tenía suerte de estar vivo, porque sus órganos son una imagen perfecta del sistema normal de órganos humanos. Si solo algunos de sus órganos se hubieran intercambiado, esto podría haber causado una discapacidad grave o incluso la muerte. Foye también apareció en un documental de la PBS titulado 9 Months That Made You (2016) donde hablaba de su enfermedad.
El padre de Randy murió en un accidente de moto cuando Randy tenía tres años de edad y su madre lo abandonó a él y a su hermano en un jardín infantil y nunca más la volvieron a ver.
Foye tiene dos hijas, Paige Christine y Penny Carter.
En 2007 creó la Randy Foye Foundation, cuyo objetivo es ayudar a los niños de los barrios pobres de Newark (Nueva Jersey).